# Chiến dịch Gia Đài Sơn
Chiến dịch Gia Đài Sơn (爷 台山 战役), còn được gọi là Thuần Hóa Sự Biến (淳化 事变) theo cách goị của phe Quốc dân Đảng hoặc Gia Đài Sơn phản kích chiến (爷 台山 反击 战) theo cách gọi của những người cộng sản, là một loạt các trận chiến giữa Quốc dân Đảng và Đảng Cộng Sản Trung Quốc trong Nội chiến Trung Quốc ngay trước khi Thế chiến thứ hai kết thúc, và dẫn đến chiến thắng của phe cộng sản.

## Huy động lực lượng
Quốc dân Đảng (khoảng 20,000 người)
- Sư đoàn kỵ binh số 2
- Sư đoàn 59
- Sư đoàn dự bị số 3

Cộng sản Đảng (khoảng 6.000 người):
- Trung đoàn số 3 thuộc lữ đoàn đồn trú số 1
- 2 trung đoàn thuộc lữ đoàn số 4
- 2 trung đoàn thuộc lữ đoàn huấn luyện số 1
- 2 trung đoàn thuộc lữ đoàn huấn luyện số 2
- Trung đoàn số 8 thuộc lữ đoàn 358

## Giai đoạn thứ nhất
Núi Gia Đài (Gia Đài Sơn, 爷台山) nằm ở cực nam của dãy Kiều (乔)  là biên giới giữa huyện Thuần Hóa (淳化) và huyện Diệu (耀),  là cửa ngõ phía nam của căn cứ Cộng sản tại Sơn Tây, với độ cao cao nhất so với mặt nước biển là 1300m.Bắt đầu tư ngày 15 tháng 7 năm 1945, Hồ Tông Nam tái thiết lập các lực lượng của mình tại Hà Nam, Tây An, dọc theo sông Hoàng Hà về phía tây tới một phần các huyện Tuần Ấp (旬邑), Đồng Quan (同官), Thuần Hóa (淳化) và Diệu (耀), lên tới tổng cộng 9 sư đoàn.  vào ngày 21 tháng 7 năm 1945, sư đoàn kỵ binh số 2 và sư đoàn 59  bất ngờ tấn công vào một số vị trí chiến lược, nhằm thăm dò và phát hiện điểm yếu của lực lượng phòng thủ phe Cộng Sản, cũng như thăm dò phản ứng của đảng Cộng Sản và quần chúng. Đến ngày 23 tháng 7, sư đoàn dự bị số 3 của Quốc dân Đảng cũng tham gia trận chiến. Sau một loạt những trận chiến nhỏ nhưng ác liệt kéo dài suốt một tuần lễ, các đơn vị đồn trú của quân cộng sản, thua thiệt hơn về cả số lượng lẫn chất lượng, đã rút lui vào ngày 27 tháng 7 năm 1945 về trung tâm căn cứ địa của họ ở Sơn Tây.Quốc dân Đảng đã thành công kiểm soát ngọn núi cùng 41 ngôi làng ở phía tây.
Quân cộng sản đã thiết lập bộ chỉ huy tạm thời để phản công tại Mã Lan (Malan, 马 栏). Trương Tông Tốn được bổ nhiệm làm tổng tư lệnh, Vương Thế Thái(王世泰) và Vương Cận Sơn (王 近 山) làm phó tổng tư lệnh, Tập Trọng Huân làm chính ủy, Đàm Chinh (谭政) làm phó chính uỷ, Trương Kinh Vũ (张经武) làm tổng tham mưu trưởng, và Cam Tứ Kỳ là giám đốc của ban giám đốc chính trị. Tổng cộng có tám trung đoàn của tân tứ quân, Lữ đoàn 358, các Lữ đoàn huấn luyện số 1 và số 2 và Lữ đoàn đòn trú số 1 đã được triển khai để phản công.

## Giai đoạn thứ hai
Điều kiện khắc nghiệt của khu vực này làm hạn chế sự hoạt động của ba sư đoàn cơ giới, và phần lớn lực lượng của Quốc dân Đảng phải rút lui do điều kiện hậu cần  tồi tệ, và quân chủ lực phải được triển khai ở các khu vực khác, bao gồm các huyện Bân (邠), Zhongbu (中部), Thạch Bảo (石堡), Hưng Bình (兴平), Thuần Hoá (淳化), Dao(耀) và Tây An. Chỉ còn lại sáu đại đội để bảo vệ vùng lãnh thổ mới chiếm được, bao gồm hai đại đội súng máy hạng nặng và bốn đại đội bộ binh, cùng với một đội quân tích nhuệ biệt danh là "Đại đội bách thắng", Đại đội 4 thuộc Tiểu đoàn 2 thuộc Trung đoàn 3 của Sư đoàn tổ chức tạm thời số 59 Quốc quân bảo vệ đỉnh chính của núi Gia Đài. Để củng cố vị trí của họ, bảy khẩu súng máy bổ sung đã được giao cho "Đại đội bách thắng". Phe Quốc dân Đảng cũng dự định để cư địa phương xây dựng một lượng lớn  boongke được kết nối với nhau bằng chiến hào để củng cố vị trí của họ.
Những người cộng sản quyết tâm đánh bật Quốc dân Đảng ra khỏi vị trí của họ. Năm tiểu đoàn của Lữ đoàn 4 Cộng sản  và một khẩu đội sơn pháo được chỉ định làm lực lượng chủ lực của đợt tấn công đầu tiên, và họ sẽ được hỗ trợ bởi các Trung đoàn đồn trú 1 và 3 của Lữ đoàn đồn trú số 1 Cộng sản. Họ được giao nhiệm vụ tiêu diệt Quốc dân Đảng ở các vùng núi Gia Đài, Laozhuangzi (老 庄子) và Tống Gia Khuê (Songjiawa, 宋 家洼). Lữ đoàn 358 là lực lượng dự bị được triển khai tại khu vực núi Phượng Hoàng (Fenghuanshan, 凤凰 山) và Chiếu Kim (照 金), và sẽ tham gia chiến đấu nếu cần thiết, nhưng nhiệm vụ chính của nó là chuẩn bị cho cuộc phản công có thể xảy ra của Quốc dân Đảng. Lữ đoàn huấn luyện số 1 và số 2 được triển khai tại khu vực Vịnh Ridge (Lingwan, 岭 湾) và Shangzhenzi (上 珍 子) làm lớp dự bị cuối cùng có nhiệm vụ bảo vệ hậu phương. Sau khi lực lượng Cộng sản tập hợp lại tại khu vực Mã Lan (Malan, 马 栏), họ lên đường vào ngày 7 tháng 8 năm 1945 và trụ sở tạm thời của cộng sản cũng được chuyển từ Mã Lan (Malan, 马 栏) đến Thôn Miễn Lộc (免 鹿) ở chân núi Phượng Hoàng (Fenghuanshan, 凤凰 山), cách núi Gia Đài 10 km.

## Giai đoạn thứ ba
Vào chập tối ngày 8 tháng 8 năm 1945, quân cộng sản bí mật tiếp cận các vị trí của Quốc dân đảng và bắt đầu đào hào. Vào nửa đêm, cuộc tấn công bắt đầu, nhưng sự tiến lên của họ đã bị ngăn cản bởi sự vững chắc của quân phòng ngự Quốc dân Đảng. Đến 4 giờ sáng ngày 9 tháng 8 năm 1945, chỉ có Trung đoàn 771 của tân tứ quân thành công trong việc chiếm các vị trí của Quốc dân Đảng tại Mạnh Hộ Nguyên, (Menghuyuan, 孟 户 原) và Hùng Gia Sơn (Xiongjiashan, 熊 家山), trong khi những cánh quân khác bị đánh bật trở lại. Bộ chỉ huy cộng sản do đó đã ra lệnh cho Lữ đoàn 358 tham gia chiến đấu, và Trung đoàn 8 của Lữ đoàn 358 được lệnh của Lữ đoàn trưởng Huỳnh Tân Đình (黄新廷) mở một đợt tấn công khác vào quân Quốc dân Đảng, dưới sự yểm hộ của 3 khẩu sơn pháo và tám khẩu pháo cối (toàn bộ pháo binh của lữ đoàn)
Đến 10 giờ sáng ngày 9 tháng 8 năm 1945, Đại đội 6 thuộc Tiểu đoàn 2 Trung đoàn 8  Lữ đoàn 358 Cộng sản đã thành công chiếm tất cả các giao thông hào bên ngoài các boong-ke do quân Quốc dân chiếm đóng, và một chiến sĩ Cộng sản tên là Doãn Ngọc Phần (尹玉芬) đã phá vỡ boong-ke đầu tiên của Quốc dân Đảng, và ngay sau đó, các đơn vị khác của Tiểu đoàn 2 thuộc Trung đoàn 8 thuộc Lữ đoàn 358 Cộng sản và Tiểu đoàn 1 của Trung đoàn 16 thuộc Lữ đoàn 4 tân tứ quân cũng thành công trong việc chọc thủng tuyến phòng thủ của quân địch. cuối cùng chiếm được các vị trí còn lại của Quốc dân Đảng tại núi Gia Đài (Yetai Shan, 爷 台山) vào lúc 2 giờ chiều. Sau khi trận đánh chính kết thúc, Tiểu đoàn 3 của Trung đoàn 8 thuộc Lữ đoàn 358 Cộng sản và Trung đoàn 3 đồn trú đã thành công trong việc đánh chiếm 5 boongke cuối cùng ở khu vực Laozhuangzi (老 庄子), Songjiawa (宋 家洼), và năm đại đội Quốc quân còn lại được giao nhiệm phụ phòng thủ khu vực này đã bị tiêu diệt hoàn toàn. Ngay sau đó, quân Cộng sản đã chuyển sang tư thế phòng thủ nhằm sẵn sàng cho một cuộc phản công sắp tới của Quốc dân Đảng.

## Kết quả
Sau khi kết luận rằng Quốc dân Đảng sẽ không tổ chức các cuộc phản công nữa, quân Cộng sản cuối cùng đã tuyên bố chiến thắng vào ngày 10 tháng 8 năm 1945. Phe cộng sản đã thành công trong việc chiếm lại tất cả các lãnh thổ bị mất trước đó, tiêu diệt  sáu đại đội, bắt giữ hơn 100 binh lính, 36 sĩ quan của Quốc dân Đảng(bao gồm 1 tiểu đoàn trưởng). Tổng cộng có mười chín súng máy và một số lượng đạn dược khổng lồ cũng rơi vào tay Cộng sản. Cuộc xung đột được  phe Cộng sản sử dụng như một phương tiện để đánh giá việc huấn luyện quân đội của họ, đặc biệt là Lữ đoàn 358.
Quốc dân Đảng nhận ra rằng địa hình đồi núi hiểm trở không chỉ tạo thuận lợi cho quân địch, mà còn không phù hợp với lực lượng cơ giới của mình.Họ còn lo ngại về một sự sụp đổ chính trị khiến công chúng xa lánh vì đã phát động một cuộc tấn công vào Cộng sản thay vì quân xâm lược Nhật Bản. Hơn nữa, nhóm điều tra của Mỹ (đi cùng Dương Thượng Côn, với Hoàng Hoa và Mã Hải Đức (George Hatem) làm thông dịch viên) đã đến thăm địa điểm vào ngày 12 tháng 8 năm 1945 kết luận rằng phe Quốc dân Đảng là những người có lỗi-giống như phản ứng của công chúng, và việc mất đi sự ủng hộ của Hoa Kỳ chỉ đơn giản là một rủi ro mà Quốc dân Đảng không thể chấp nhận được. Do đó, Quốc dân Đảng quyết định không cố gắng chiếm lại khu vực, và chiến dịch kết thúc khi cả hai bên đều chuyển sự chú ý đến việc chiếm thêm lãnh thổ đang bị chiếm đóng bởi Nhật Bản.